# Berliner Camerata
Die Berliner Camerata ist ein Kammerorchester aus Berlin. Es wurde 2009 durch Berliner Musiker um die Geigerin Olga Pak gegründet. Die Musikerbesetzung ist international.
Das Orchester veranstaltete Konzertreihen in der Berliner Philharmonie, im Konzerthaus Berlin, in der Laeiszhalle in Hamburg, im Konzerthaus Die Glocke in Bremen und im Leipziger Gewandhaus. Gastspiele fanden statt im Kulturzentrum Gasteig in München, in der Liederhalle in Stuttgart, im Konzerthaus in Oslo und im Stadtcasino in Basel. Das Orchester ist Veranstalter des „BerlinerKlassikSommers“ und hatte Auftritte mit bekannten Künstlern wie Guy Braunstein, Avi Avital, Yorck Kronenberg, Giuliano Sommerhalder und Gerd Albrecht und jungen Künstlern wie Yury Revich und Iskandar Widjaja.
2015 fand eine Südamerika-Tournee durch Brasilien, Argentinien, Peru, Ecuador und Uruguay statt. Im November 2015 trat das Orchester im Wiener Musikverein und in der Tonhalle Zürich auf.
Das Repertoire umfasst Werke der Barockmusik, der Wiener Klassik, der frühen Romantik und der Neuen Musik. Außer im Bereich der klassischen Musik arbeitet das Orchester auch crossover, zum Beispiel mit Sebastian Studnitzky beim Festival Xjazz in Berlin, bei Aufnahmen mit Nightmares on Wax oder bei Auftritten mit Paul van Dyk.

## Diskografie
- Der Bach, mit Konstantin Manaev und Aziza Sadikova, Gwk, 2014
- Frédéric Chopin Piano Concertos Nos. 1 & 2, mit Joseph-Maurice Weder, OehmsClassics, 2015
- Klavierkonzerte BWV 1055 & 1056, mit Sabine Weyer und Olga Pak, ARS Produktion, 2016